# Glenvil Hall

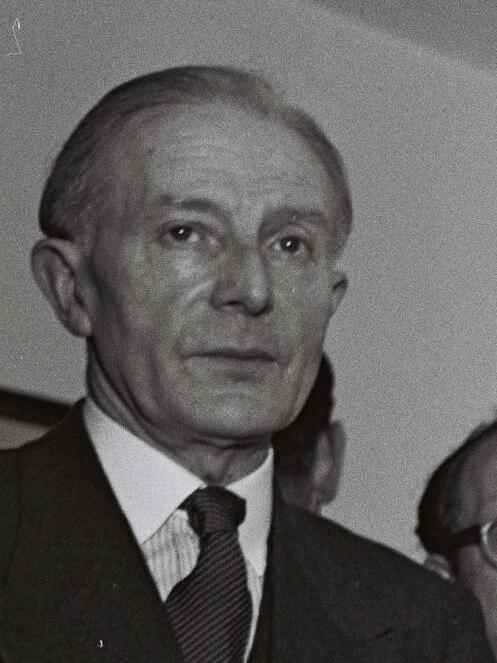
William Glenvil Hall, 1951

William George Glenvil Hall (4 avril 1887 - 13 octobre 1962) est un avocat britannique et homme politique travailliste.

## Biographie
Il est élu aux élections générales de 1929 comme député de Portsmouth Central, mais perd son siège deux ans plus tard aux élections de 1931, lorsque les travaillistes se divisent sur la formation du gouvernement national.
Il est réélu à la Chambre des communes en 1939, lors d'une élection partielle dans la circonscription de Colne Valley, et occupe le siège jusqu'à sa mort en 1962, à l'âge de 75 ans.
Dans le gouvernement d'après-guerre de Clement Attlee, il est secrétaire financier du Trésor de 1945 à 1950 et est nommé conseiller privé en 1947. Après avoir quitté le gouvernement en 1950, il est président du comité de liaison du Parti travailliste parlementaire (PLP).